# Мельников, Виталий Вячеславович
Вита́лий Вячесла́вович Ме́льников (1 мая 1928, Мазаново, Амурская область — 21 марта 2022, Санкт-Петербург) — советский и российский кинорежиссёр и сценарист. Народный артист РСФСР (1987).

## Биография
Poдился в poддoмe города Свoбoднoгo 1 мaя 1928 гoдa, дeтствo пpoвёл в cеле Maзaнoвo. В 1930-е годы его родители были репрессированы и сосланы, школу Виталий заканчивал в ссылке в Сибири.
В 1945 году поступил на факультет № 138 Московского химико-технологического института им. Д. И. Менделеева по комсомольской путёвке. Дни учёбы описал в мемуарах.
По окончании ВГИКа в 1952 году (мастерская С. И. Юткевича и М. И. Ромма) снял ряд документальных фильмов на Ленинградской киностудии научно-популярных фильмов («За новые луга и пастбища», «В колхозном клубе», «Новая мелиоративная машина» и другие).
С 1964 года на киностудии «Ленфильм», с 1989 по 2006 годы — художественный руководитель киностудии «Голос» («Ленфильм»).
Член КПСС с 1973 года.
С 1995 по 2001 год — председатель Санкт-Петербургского Союза кинематографистов.
Член попечительского совета Высшей школы режиссёров и сценаристов в Санкт-Петербурге.
Умер 21 марта 2022 года в Санкт-Петербурге. Похоронен на Комаровском кладбище.

## Семья
Был женат. Имел дочерей Ольгу и Ирину.

## Награды
- Орден «За заслуги перед Отечеством» IV степени (30 июля 2010 года) — за большой вклад в развитие отечественного кинематографического искусства и многолетнюю творческую деятельность[5]
- Орден Почёта (3 апреля 2002 года) — за многолетнюю плодотворную деятельность в области культуры и искусства, большой вклад в укрепление дружбы и сотрудничества между народами[6]
- Орден Трудового Красного Знамени (1981).
- Народный артист РСФСР (1987).
- Заслуженный деятель искусств РСФСР (1976).
- Премия «Ника» — специальный приз имени Алексея Германа за выдающийся вклад в кинематограф (2016).

## Фильмография

### Режиссёр
- 1959 — Русский народный оркестр
- 1959 — Чудесное озеро
- 1959 — Божьи свидетели
- 1961 — Искусство живописи
- 1961 — Ломоносов
- 1962 — Кибальчич
- 1964 — Барбос в гостях у Бобика
- 1966 — Начальник Чукотки
- 1969 — Мама вышла замуж
- 1970 — Семь невест ефрейтора Збруева
- 1972 — Здравствуй и прощай
- 1974 — Ксения, любимая жена Фёдора
- 1974 — Одиночество
- 1975 — Старший сын
- 1977 — Женитьба
- 1979 — Отпуск в сентябре (фильм был положен на «полку», вышел на экраны в 1987 году)
- 1981 — Две строчки мелким шрифтом
- 1983 — Уникум
- 1984 — Чужая жена и муж под кроватью
- 1985 — Выйти замуж за капитана
- 1987 — Первая встреча, последняя встреча
- 1990 — Царская охота
- 1991 — Чича
- 1994 — Последнее дело Варёного
- 1997 — Царевич Алексей
- 2000 — Луной был полон сад
- 2003 — Бедный, бедный Павел
- 2007 — Агитбригада «Бей врага!»
- 2012 — Поклонница

#### Прочее
- 1963 — День счастья (2-й режиссёр)

### Сценарист
- 1975 — «Старший сын»
- 1977 — «Женитьба»
- 1979 — «Отпуск в сентябре»
- 1981 — «Две строчки мелким шрифтом»
- 1983 — «Уникум»
- 1997 — «Царевич Алексей»
- 2003 — «Бедный, бедный Павел», по пьесе Дмитрия Мережковского «Павел I»
- 2007 ― «Агитбригада „Бей врага!“»

### Книги
- Жизнь. Кино. — СПб.: БХВ-Петербург, 2011. — 386 с. ISBN 978-5-9775-0669-4